# اشتراسوالشن
اشتراسوالشن (به آلمانی: Straßwalchen) یک منطقهٔ مسکونی در اتریش است که در ناحیه زالتسبورگ-اومگه‌بونگ واقع شده‌است. اشتراسوالشن ۴۴٫۵۱ کیلومتر مربع مساحت دارد ۵۲۸ متر بالاتر از سطح دریا واقع شده‌است.